# Libertarische Partij (Canada)
De Libertarische Partij van Canada (Engels: Libertarian Party of Canada, Frans: Parti libertarien du Canada) is een politieke partij in Canada. De partij werd op 3 juli 1973 opgericht door Bruce Evoy, die tegelijk de eerste partijleider werd.
De partij onderschrijft de klassieke liberale principes van het libertarisme. De missie van de partij is om de omvang, reikwijdte en kosten van de overheid te verminderen. Beleid waar de partij voor pleit omvat het verlagen van belastingen, non-interventionisme, het beschermen van wapenrechten en het beëindigen van overheidscensuur en van het drugsverbod.

## Verkiezingen voor hetCanadees Lagerhuis
| Jaar | # kandidaten     | # zetels         | # stemmen        | % stemmen (landelijk) |
| ---- | ---------------- | ---------------- | ---------------- | --------------------- |
| 1979 | 60               | 0                | 16.042           | 0,13%                 |
| 1980 | 58               | 0                | 14.656           | 0,13%                 |
| 1984 | 72               | 0                | 23.514           | 0,19%                 |
| 1988 | 88               | 0                | 33.185           | 0,25%                 |
| 1993 | 52               | 0                | 14.630           | 0,12%                 |
| 1997 | niet deelgenomen | niet deelgenomen | niet deelgenomen | niet deelgenomen      |
| 2000 | niet deelgenomen | niet deelgenomen | niet deelgenomen | niet deelgenomen      |
| 2004 | 8                | 0                | 1.949            | 0,02%                 |
| 2006 | 10               | 0                | 3.002            | 0,02%                 |
| 2008 | 28               | 0                | 7.300            | 0,05%                 |
| 2011 | 23               | 0                | 6.017            | 0,04%                 |
| 2015 | 72               | 0                | 37.407           | 0,21%                 |
| 2019 | 24               | 0                | 8.281            | 0,05%                 |